# Route nationale 3 (Slovénie)
Pour les articles homonymes, voir G3 et Route nationale 3.
La route nationale 3 (slovène : Glavna cesta 3), abrégée en G3 ou G1-3, est une ancienne route nationale slovène allant de Pesnica à la frontière hongroise. En 1998, sa longueur était de 85,5 km.

## Histoire
Avant 1998, la route nationale 3 était numérotée M10.1 entre Pesnica et Lendava et M12.1 entre Lendava et Dolga Vas,. En 2002, à la suite de la mise en service de l'autoroute A5 entre Vučja Vas (en) et Beltinci (sorties 6 à 8), la route nationale 3 ne traverse plus Murska Sobota et emprunté le tracé de l'A5 entre les sorties 7 et 8, l'ancien tracé a été déclassé en routes régionales (regionalne ceste) 740 et 232. En 2003, après Radenci, la route se dirige vers Vučja Vas en empruntant l'ancien tracé de la route régionale 230 (regionalna cesta 230) et emprunte le tracé de l'A5 entre les sorties 6 et 8, l'ancien tracé entre Radenci et la sortie 7 de l'A5 a été déclassé en route régionale 235 (regionalna cesta 235). En 2009, la route nationale 3 a été déclassée en route régionale 449 (regionalna cesta 449) entre Pesnica et Gornja Radgona, route régionale 230 (regionalna cesta 230) entre Gornja Radgona et Vučja Vas et route régionale 443 (regionalna cesta 443) entre Lipovci (en) et Lendava.

## Tracé

### De Pesnica à Radenci (avant 2009)
- Pesnica pri Mariboru
- Pernica
- Ložane (en)
- Močna (en)
- Zamarkova (en)
- Lenart
- Spodnji Porčič (en)
- Spodnji Žerjavci (en)
- Ženjak (en)
- Benedikt
- Štajngrova (en)
- Spodnja Ščavnica (en)
- Plitvički Vrh (en)
- Lomanoše (en)
- Podgrad
- Gornja Radgona
- Mele (en)
- Šratovci (en)
- Radenci

### De Radenci à l'A5 (avant 2003)
- Petanjci (en)
- Tišina
- Tropovci (en)
- Murska Sobota
- Rakičan (en)

### De Radenci à l'A5 (de 2003 à 2009)
- Turjanci (en)
- Hrastje–Mota (en)
- Vučja Vas (en)

### De l'A5 à la Hongrie (avant 2009)
- Lipovci (en)
- Bratonci (en)
- Beltinci
- Odranci
- Črenšovci
- Hotiza (en)
- Kapca (en)
- Gornji Lakoš (en)
- Dolnji Lakoš (en)
- Lendava
- Dolga Vas
- Hongrie 86